# Alex Bunbury
Alexander ("Alex") Bunbury (Plaisance, 18 juni 1967) is een voormalig profvoetballer uit Canada, die speelde als aanvaller. Hij werd geboren in Guyana. Na zijn actieve loopbaan werd hij voetbaltrainer.

## Interlandcarrière
Murray speelde 65 keer voor de nationale ploeg van Canada (1986-1997) en scoorde 16 keer. Hij maakte zijn debuut op 24 augustus 1986 in een vriendschappelijke wedstrijd tegen Singapore (0-1) in Singapore. Canada won dat duel met 1-0 door een treffer van Igor Vrablic.

## Erelijst
Kansas City Wizards
- MLS Cup

2000
- MLS Supporters' Shield

2000